# Metro van Genua
De metro van Genua (Italiaans: Metropolitana di Genova) is een licht metrosysteem in de Italiaanse stad Genua. De metro wordt uitgebaat door het Azienda Mobilità e Trasporti (AMT Genova), een agentschap van het gemeentebestuur.
Het systeem bestaat uit één lijn van 7,1 kilometer met acht stations. De stations zijn allen door het architectenbureau van Renzo Piano ontworpen. De twee huidige terminussen zijn bovengronds gelegen, de zes tussenliggende stations zijn ondergronds.

## Geschiedenis
Het eerste gedeelte tussen Brin en Dinegro werd in juni 1990 geopend met het oog op het WK voetbal 1990.
Hierna werd de lijn in 1992 verlengd tot Principe een intermodaal station voor de spoorwegen en de metro, in 2003 tot San Giorgio-Caricamento en in 2005 tot De Ferrari.
Eind 2012 werd nog een verlenging in gebruik genomen en werd de nieuwe oostelijke terminus het station Brignole wat tegelijkertijd het tweede hoofdstation is van de Italiaanse spoorwegen in de stad.

## Stations
De stations van west naar oost:
- Brin-Certosa
- Dinegro
- Principe
- Darsena
- San Giorgio-Caricamento
- Sant'Agostino-Sarzano
- De Ferrari
- Brignole

## Galerij

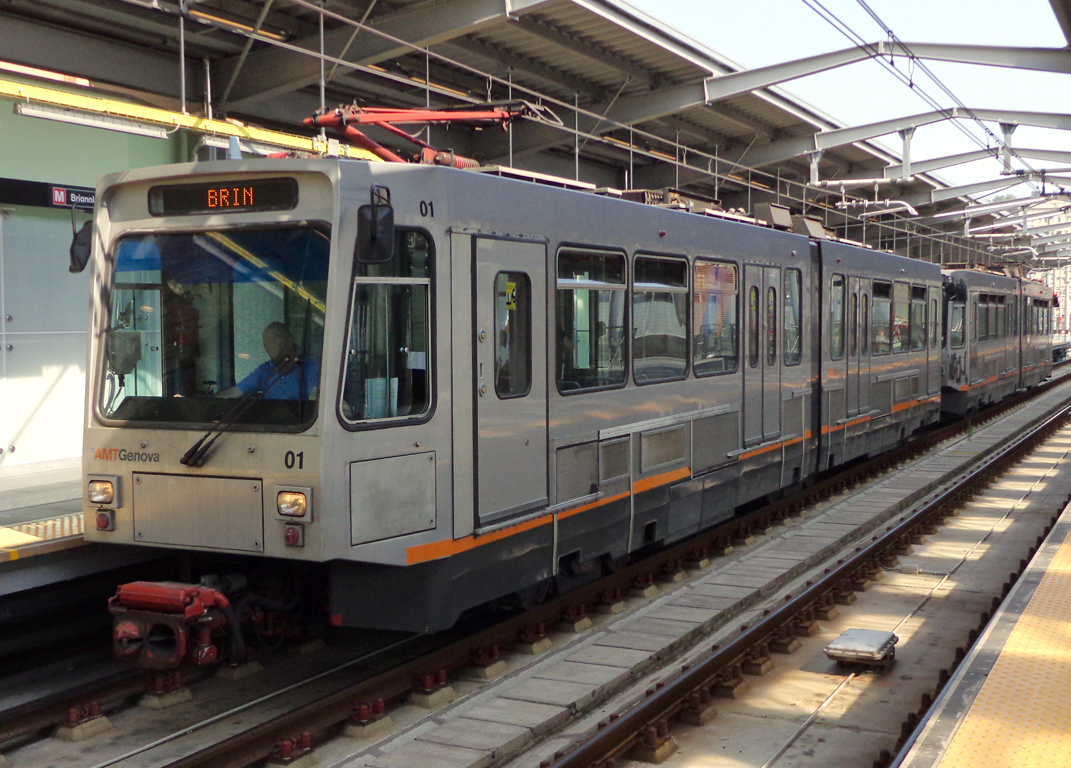
Voertuig van de 1e generatie
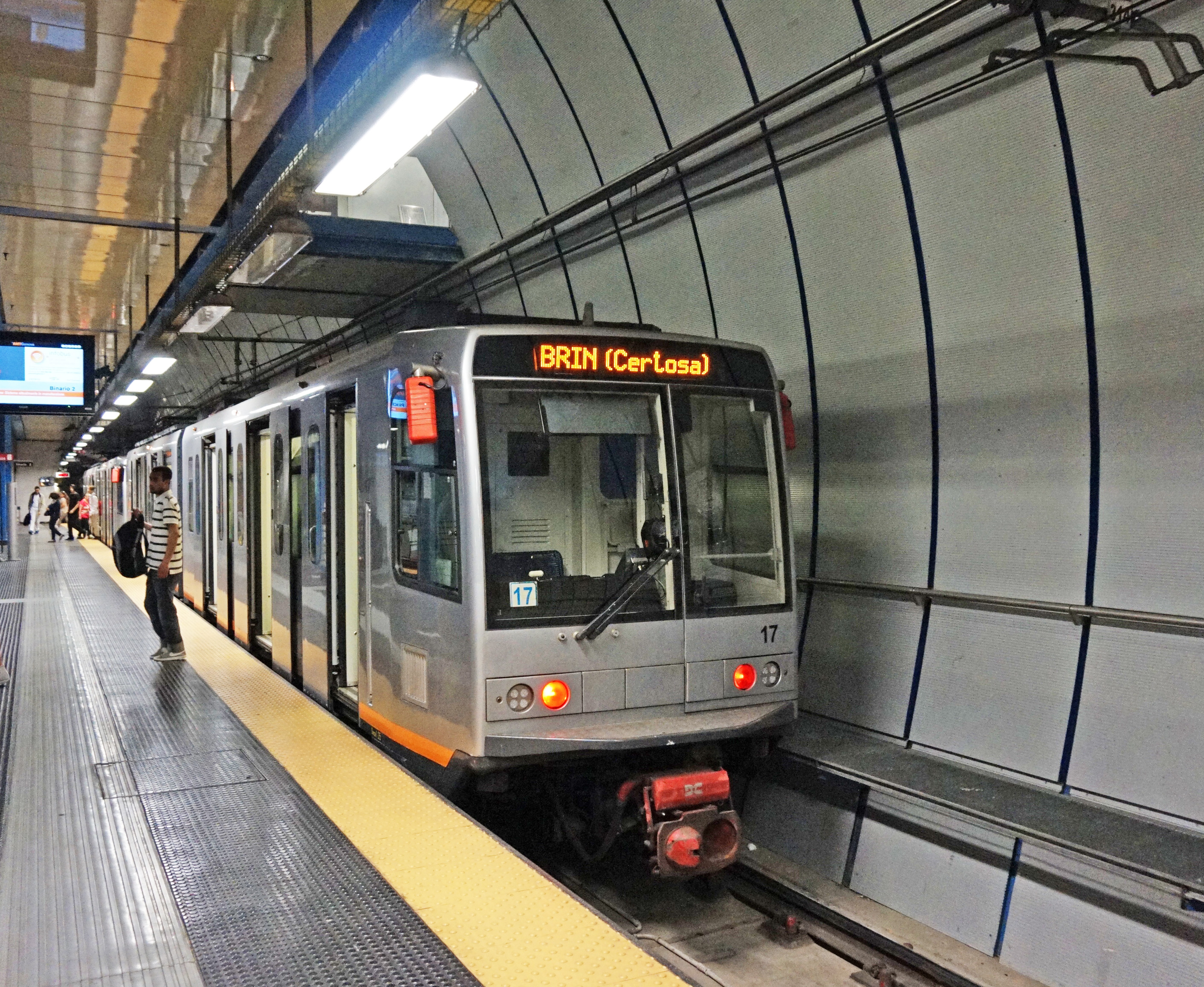
Voertuig van de 2e generatie
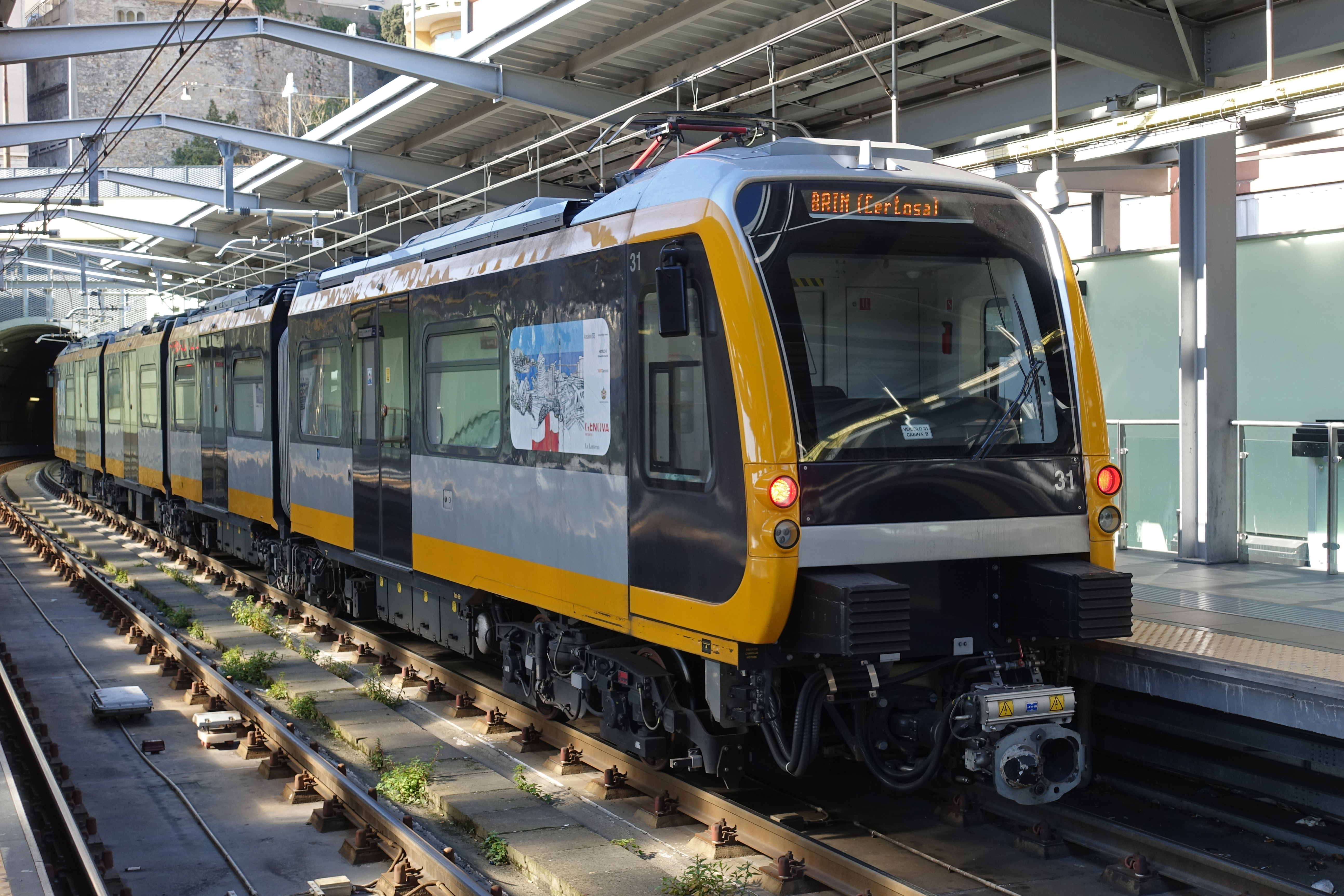
Voertuig van de 3e generatie